# Rybníky u Splavu
Rybníky U Splavu jsou soustavou tří malých rybníčků nalézajících se na západním okraji města Nechanice v okrese Hradec Králové u bývalého koupaliště. Samotné rybníčky leží na katastrálním území obce Kunčice. 
Rybníčky jsou napájeny vodou z náhonu vedoucího vodu k pile v Kunčicích. Jsou využívány jako násadové a největší z nich pro sportovní rybolov místní organizací Nechanice Českého rybářského svazu.

## Galerie

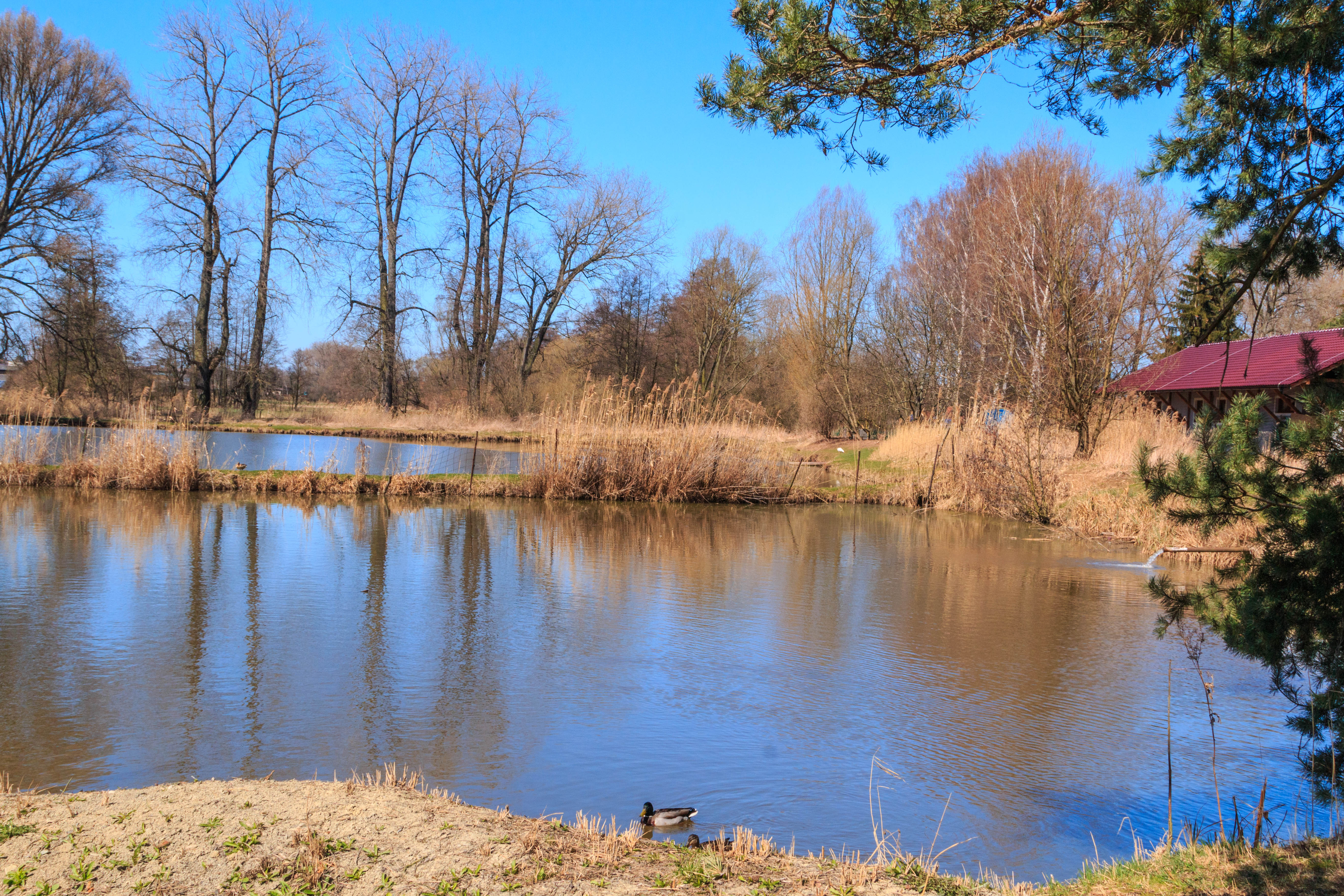
pohledy na rybníčky U Splavu v Nechanicích
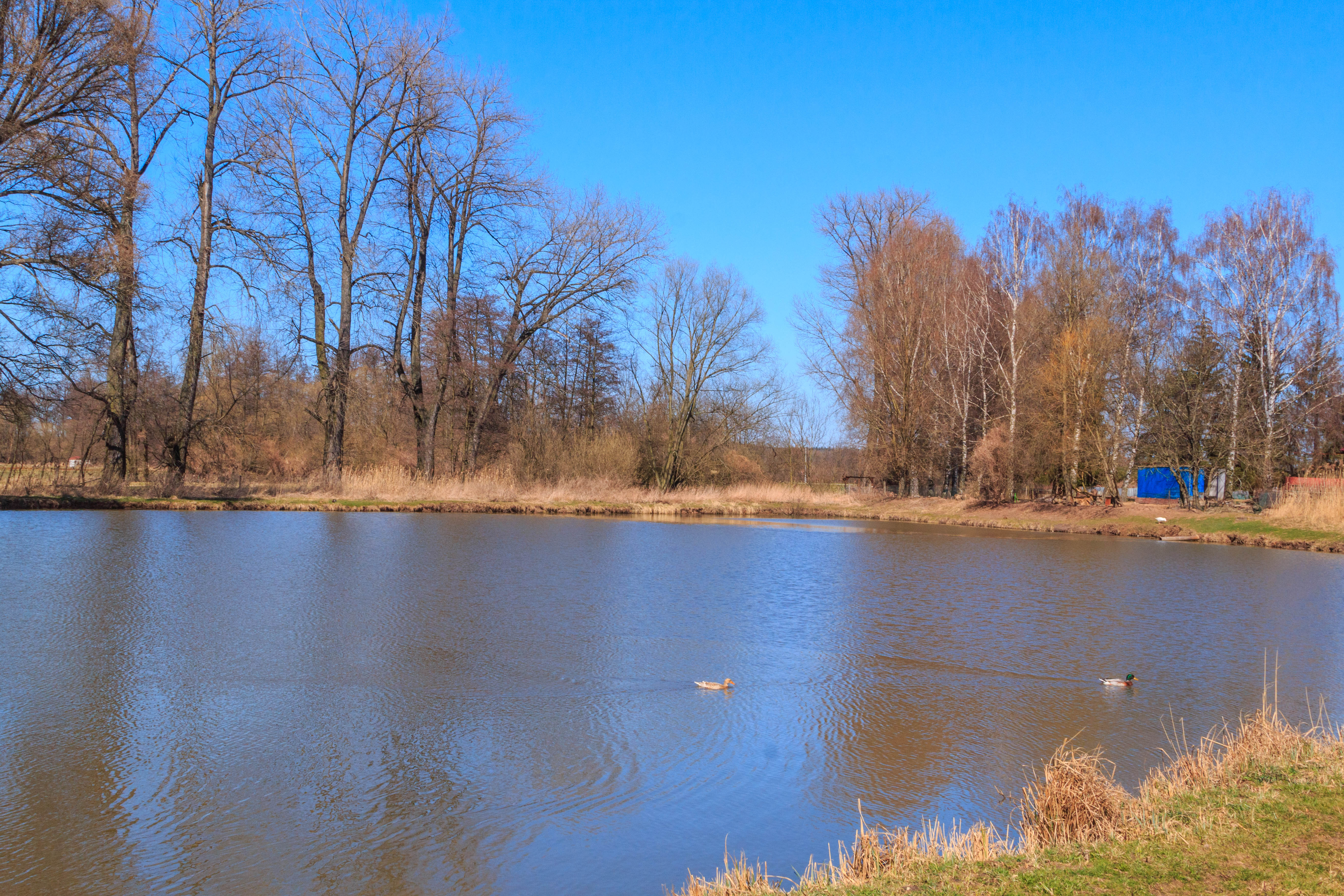
pohledy na rybníčky U Splavu v Nechanicích
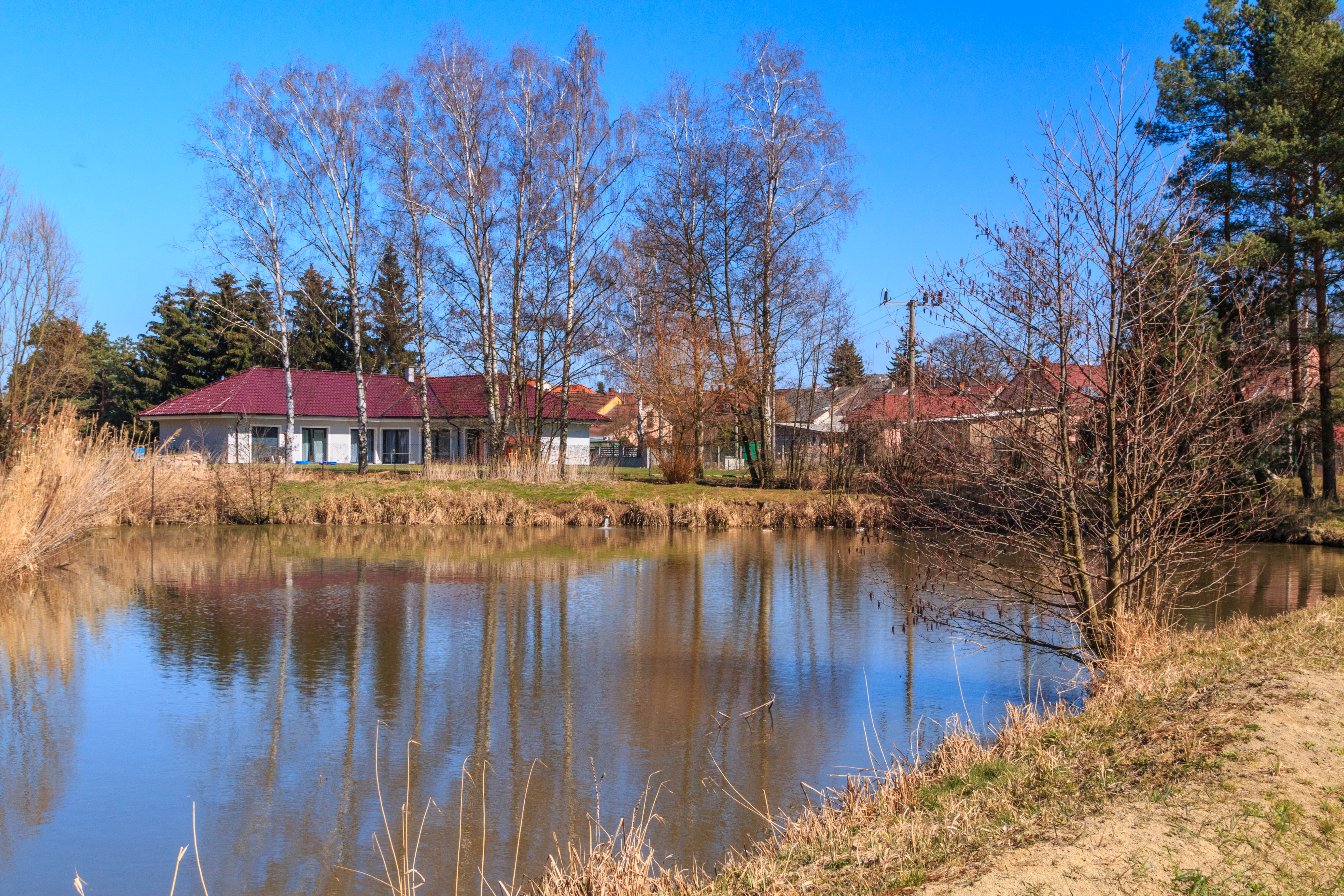
pohledy na rybníčky U Splavu v Nechanicích